# Temnora
Temnora är ett släkte av fjärilar. Temnora ingår i familjen svärmare.

## Bildgalleri

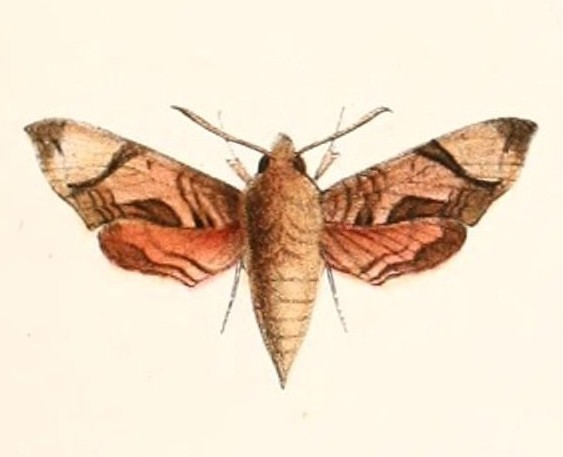
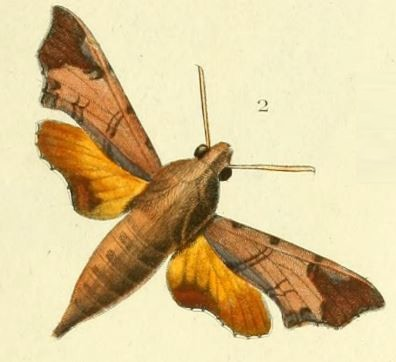
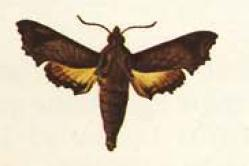
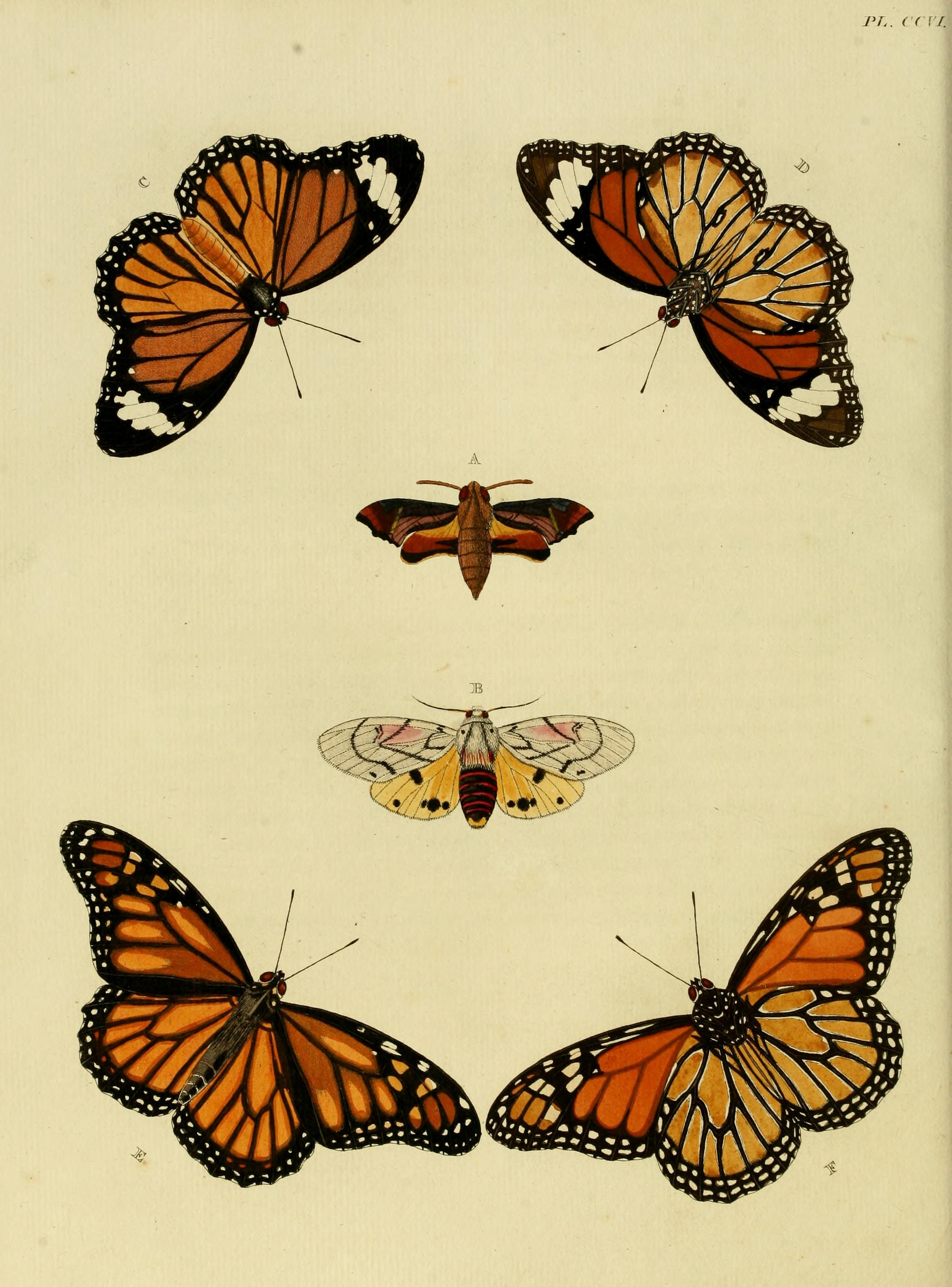

## Dottertaxa tillTemnora, i alfabetisk ordning[1]
- Temnora acra
- Temnora albilinea
- Temnora albuquerqueae
- Temnora angulosa
- Temnora apiciplaga
- Temnora argyropeza
- Temnora atrofasciata
- Temnora avinoffi
- Temnora bicolor
- Temnora brisaeus
- Temnora brunnea
- Temnora brunnescens
- Temnora burdoni
- Temnora camerounensis
- Temnora catalai
- Temnora cinerofusca
- Temnora clementsi
- Temnora comorana
- Temnora confusa
- Temnora congoi
- Temnora crenulata
- Temnora curtula
- Temnora curvilimes
- Temnora dicanus
- Temnora dorus
- Temnora elegans
- Temnora elisabethae
- Temnora engis
- Temnora eranga
- Temnora excisa
- Temnora exilis
- Temnora fallax
- Temnora fumosa
- Temnora funebris
- Temnora fuscata
- Temnora grandidieri
- Temnora griseata
- Temnora hayesi
- Temnora heringi
- Temnora hollandi
- Temnora iapygoides
- Temnora inornatum
- Temnora kafakumbae
- Temnora kala
- Temnora latimargo
- Temnora leighi
- Temnora leptis
- Temnora livida
- Temnora maculatum
- Temnora manengouba
- Temnora marginata
- Temnora mirabilis
- Temnora murina
- Temnora namaqua
- Temnora natalis
- Temnora nephele
- Temnora nitida
- Temnora ntombi
- Temnora obscurascens
- Temnora oxyptera
- Temnora palpalis
- Temnora parvus
- Temnora pekoveri
- Temnora pernix
- Temnora plagiata
- Temnora polia
- Temnora preussi
- Temnora pseudopylas
- Temnora pylades
- Temnora pylas
- Temnora radiata
- Temnora rattrayi
- Temnora reutlingeri
- Temnora robertsoni
- Temnora sardanus
- Temnora scheveni
- Temnora scitula
- Temnora spiritus
- Temnora stevensi
- Temnora stevensoni
- Temnora subapicalis
- Temnora swynnertoni
- Temnora tanganyikae
- Temnora trapezoidea
- Temnora turlini
- Temnora tyrrhus
- Temnora ugandae
- Temnora umbrinum
- Temnora uniformis
- Temnora wollastoni
- Temnora vumbui
- Temnora zantus